# Cauã Reymond
Cauã Reymond Marques (Rio de Janeiro, 20 maggio 1980) è un attore e modello brasiliano.

## Biografia
Nato a Rio de Janeiro, ha ascendenze svizzere e portoghesi.
Ha intrapreso la carriera di modello a 18 anni. Ha sfilato in Europa per Jean-Paul Gaultier e Gianfranco Ferré. Ritornato in Brasile, è stato il volto maschile della campagna Zoomp affiancando Gisele Bündchen e Fernanda Tavares. In seguito ha soggiornato per un periodo negli USA, dove ha seguito corsi di recitazione con Susan Batson, nota insegnante di celebrità hollywoodiane tra cui Tom Cruise e Nicole Kidman.
Ha esordito come attore nel 2003, sostenendo un ruolo nella soap opera Malhação, prodotta da Tv Globo. Nello stesso anno ha lavorato nel suo primo film.
In televisione ha raggiunto la grande fama impersonando il protagonista nella telenovela A Favorita, il che gli ha permesso di vincere alcuni premi compreso il Trofeu Imprensa. Tra le altre ha recitato anche in Eterna Magia nel 2007, Passione nel 2010, Avenida Brasil nel 2012, A Regra do Jogo nel 2015 e Terra e Paixão nel 2023. Ha ottenuto riconoscimenti anche in altre produzioni. Divenuto richiestissimo da registi e sceneggiatori televisivi, è stato diverse volte scelto per interpretare più personaggi in una stessa produzione.
In campo cinematografico ha affiancato il protagonista Rodrigo Santoro nel film Il mio paese, opera prima di André Ristum, che ha vinto cinque premi al  Festival de Brasília. 

## Vita privata
Dopo una breve relazione con l'attrice Alinne Moraes, è stato per sei anni in unione stabile con un'altra attrice, Grazi Massafera, senza dunque mai sposarla. Da lei ha avuto la figlia Sofia. Nel 2016 ha conosciuto la modella Mariana Goldfarb, che ha sposato segretamente nel 2019, nonostante si fossero lasciati già due volte . Nel 2023 la coppia ha annunciato la fine del matrimonio.